# Isole della Cina
Questa è una lista delle isole della Cina.

## Isole
- Isole Changshan
- Chongming, la seconda isola più vasta dopo Hainan
- Damang
- Gulangyu
- Hainan, l'isola più vasta della Cina
- Hebao
- 235 isole nella regione di Hong Kong (vedi Lista di isole di Hong Kong)
  - Cheung Chau
  - Hong Kong
  - Lamma
  - Lantau
  - Ma Wan
  - Peng Chau
  - Po Toi
  - Tsing Yi
- 2 isole nella regione di Macao
  - Coloane
  - Taipa
- Meizhou
- Shamian
- Shangchuan
- Sheshan
- Weizhou
- Xiachuan
- Xiamen
- Xieyang
- Zhifu
- Arcipelago Zhoushan (1390 isole)
  - Tong
  - Zhoushan, la terza isola più grande dopo Hainan e Chongming

## Isole disputate
- Isole Diaoyutai (in giapponese Senkaku Shotō), occupate dal Giappone e rivendicate da Cina e Taiwan
- Scoglio di Hupijiao
- Scoglio di Socotra, occupato dalla Corea del Sud e rivendicato dalla Cina
- Isole Spratly, rivendicate e/o occupate parzialmente da Brunei, Cina, Filippine, Malaysia, Taiwan e Vietnam
- Isola di Woody, occupata dalla Cina e rivendicata da Taiwan e Vietnam
- Scoglio di Yajiao